# Кривошеев, Илья Петрович
Илья Петрович Кривошеев (19 (31) июля 1898, хутор Маяк Петровского уезда Саратовской губернии — 11 сентября 1967, с. Ичалки) — советский эрзя-мордовский писатель, поэт, заслуженный учитель Мордовии, член Союза писателей СССР, один из зачинателей мордовской советской литературы. Печатался под литературным псевдонимом эрз. Илька Морыця — досл. «Илья-певец».

## Биография

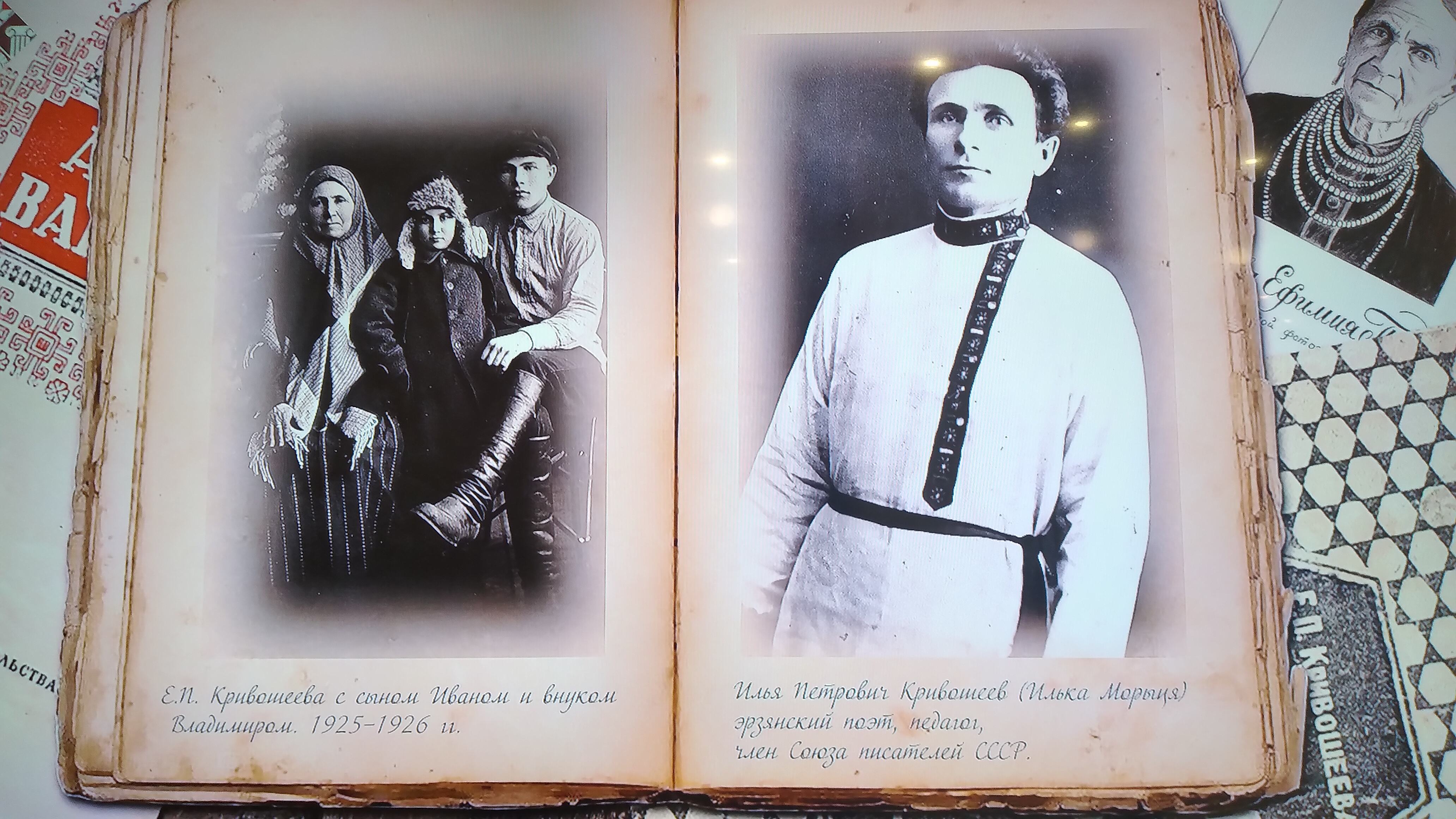
Е. П. Кривошеева с сыном

Родился 19 (31) июля 1898 года в хуторе Маяк Петровского уезда Саратовской губернии (ныне Лопатинский район Пензенской области) в семье крестьянина (или кузнеца) Петра Васильевича и сказительницы Ефимии Петровны. Родители «мордвины, эрзяне» были неграмотными, занимались земледелием. Семья была большая, жила в нужде (из одиннадцати детей семеро умерли от голода и болезней). В своей автобиографии Кривошеев писал: 
"При Екатерине II многие из наших односельчан служили ямщиками. Ямщиком был и мой прадед по отцу — Иосиф Яковлевич Кривошеев. По преданию, Иосиф ещё в юности своей возил Пушкина, когда тот в 1833 году проезжал через наш край, собирая материалы о Пугачевском восстании.
По утверждению внучки Ильи Петровича, Анжелики Горбуновой, фамилию Кривошеевым дал А. С. Пушкин.
В 1910 году Кривошеев окончил Тарасовскую церковно-приходскую школу с похвальным листом, продолжил учёбу в Русско-Камешкирской двухклассной школе (1912), следом — Казанскую инородческую учительскую семинарию (1913—1917). После выпуска в мае 1917 года был призван в армию. Обучался в Казанском военном училище, получил звание прапорщика. В январе 1918 года его как учителя демобилизовали из армии, и он работал учителем в селе Дьяковка Петровского уезда. В годы Гражданской войны Кривошеев служил в рядах Красной армии в должности командира взвода. После войны преподавал родной язык и литературу в школе хутора Маяк. Вскоре был назначен инспектором по национальным школам Петровского уезда. В 1927 году Кривошеев закончил общественно-экономическое отделение педагогического факультета Саратовского государственный университет имени Н. Г. Чернышевского. Его учителями были известные учёные-лингвисты Б. М. Соколов, А. П. Скафтымов, В. В. Буш, А. С. Мадуев, А. А. Гераклитов, прекрасно знавшие язык и литературу.
После учёбы его направили преподавателем общественных дисциплин в Петровский мордовский педагогический техникум. С 1929 по 1939 годы Кривошеев преподавал язык и литературу в саранском рабфаке на улице Мокшанская, 16; сегодня в здании расположены производственные компании. По воспоминаниям писателя П. И. Левчаева (1989), «он был высок, красив и всегда весел». В 1932 году Кривошеев был принят в члены Союза писателей СССР, радость от чего поэт воспел в стихотворении «Мон садом» («Мой сад»). С 1940 года и до ухода на пенсию Кривошеев преподавал в Ичалковском педучилище.
Кривошеев был делегатом Первого Всероссийского съезда крестьянских писателей (1929), Первого Всесоюзного съезда советских писателей (1934). И. П. Кривошеев — заслуженный учитель МАССР, награждён знаком «Отличник народного образования», член Союза писателей СССР с 1934 года.
Поэт скончался 11 сентября 1967 года и был похоронен в селе Ичалки Республики Мордовия, где установлен ему памятник. В Ичалках его именем названа улица.

## Творчество

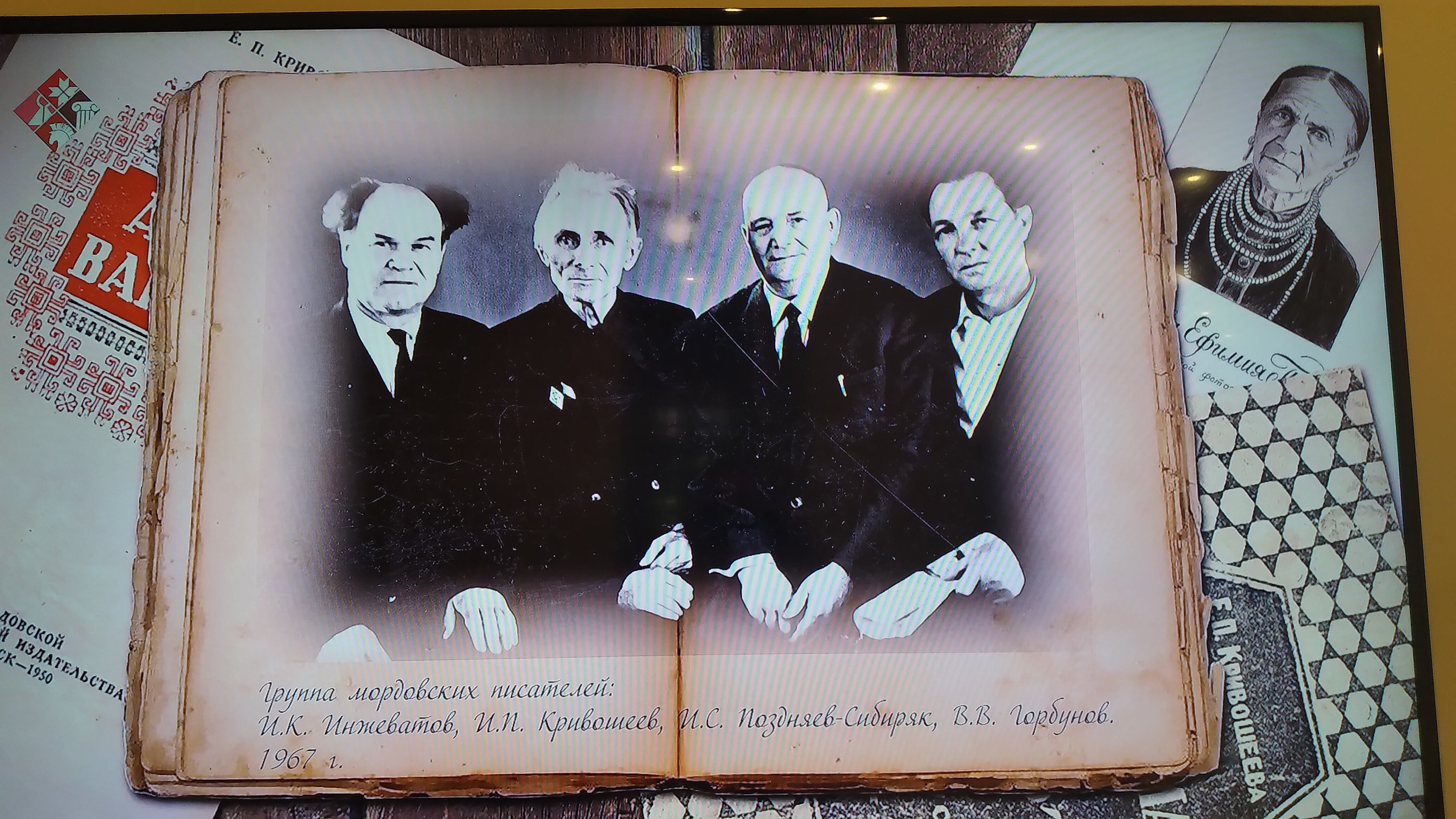
Мордовские писатели И. К. Инжеватов, И. П. Кривошеев, И. С. Поздняев-Сибиряк, В. В. Горбунов

Первые стихи И. П. Кривошеев начал писать ещё в школьные годы. Любимыми поэтами были А. С. Пушкин, М. Ю. Лермонтов, А. В. Кольцов и Н. А. Некрасов. В августе 1923 г. в Саратовской газете «Якстере сокиця» («Красный пахарь») было опубликовано первое оригинальное стихотворение Ильи Петровича на эрзянском языке «Пакшатненень» («Детям»). С тех пор поэт продолжил публиковаться сначала в эрзянских газетах. Когда в 1926 году газета закрылась, Кривошеев посвятил ей своё стихотворение, в котором были такие строки:

Прощай, «Якстере»

Прощай, «Сокиця»,

К тебе обращается

Илька Морыця…

Так родился литературный псевдоним поэта.
Первый сборник стихотворений Кривошеева вышел в свет в 1933 году. Затем последовали сборники стихов: «Валскень зорява» («Утреняя заря», 1933), «Цветяк эрямо» («Цвети жизнь», 1936), «Голос народа» (1943), «Мой путь» (1946), «Весенний сад» (1952), «Монь Родинам» («Моя Родина», 1954), «Славан эрямонть» («Славлю жизнь», 1963), лирико-эпические поэмы «Ленин среди нас» (1939), «Ведёт к победе» (1963) и др.
В стихотворениях «Морынек минь» («Мы пели»), «Эх, мелем паро» («Эх, на сердце тепло»). «Цветяк, эрямо» («Цвети, жизнь»), «Зорява сыргозема» («Пробуждение на заре») и других Кривошеев метрику стиха (стихотворный размер, ритм, расположение ударений) заимствует у А. В. Кольцова. Также поэт был одним из страстных последователей В. В. Маяковского. Записал немало сказаний своей неграмотной матери Е. П. Кривошеевой, от которой унаследовал любовь к родному языку и устной поэзии.
Кривошеев внёс значительный вклад в развитие мордовского стихосложения. Писал преимущественно для детей. Наиболее значительные его произведения включены в учебники, хрестоматии для национальных школ республики. Некоторые стихи переложены на музыку.
- Васень сятк. Эрзянь морот ды ёвтнимат. Пурнынзе А. Дуняшин. — СССР-энь Наротнэнь Центрань Издательствась, Москов, 1929. — с. 113—114 — автобиография.